# Cuiyu Lisuzu Pumizu Xiang
Cuiyu Lisuzu Pumizu Xiang (kinesiska: 翠玉, 翠玉傈僳族普米族乡) är en socken i Kina. Den ligger i provinsen Yunnan, i den sydvästra delen av landet, omkring 330 kilometer nordväst om provinshuvudstaden Kunming. Antalet invånare är 16 914. Befolkningen består av 7 408 kvinnor och 9 506 män. Barn under 15 år utgör 19,0 %, vuxna 15-64 år 75 %, och äldre över 65 år 5,0 %.
Genomsnittlig årsnederbörd är 978 millimeter. Den regnigaste månaden är juli, med i genomsnitt 335 mm nederbörd, och den torraste är november, med 1 mm nederbörd.